# 사시정
사시정(佐志町)은 일본 사가현 히가시마쓰우라군에 있던 정이다. 현재의 가라쓰시의 일부에 해당한다.

## 역사
- 1889년 4월 1일 - 정촌제 시행에 의해 히가시마쓰우라군 사시촌이 성립하였다.
- 1935년 9월 1일 - 정으로 승격해 사시정이 되었다.
- 1941년 11월 3일 - 가라쓰시에 편입해 폐지되었다.

## 참고문헌
- 角川日本地名大辞典 41 佐賀県
- 『市町村名変遷辞典』東京堂出版、1990年。